# بيرت هودجكينسون
بيرت هودجكينسون (بالإنجليزية: Bert Hodgkinson)‏ (10 أغسطس 1884 في المملكة المتحدة - 25 نوفمبر 1939 في المملكة المتحدة) هو لاعب كرة قدم بريطاني (وحمل سابقاً جنسية المملكة المتحدة لبريطانيا العظمى وأيرلندا) في مركز الهجوم. شارك مع منتخب ويلز لكرة القدم. أما مع النوادي، فقد لعب مع ديربي كاونتي وغريمسبي تاون وليستر سيتي ونادي بليموث أرجايل ونادي بوري ونادي ساوثهامبتون ونادي ساوثيند يونايتد وHinckley Town F.C. ‏ وIlkeston United F.C. ‏ وCroydon Common F.C. ‏.

## وصلات خارجية
- بيرت هودجكينسون على موقع قاعدة بيانات كرة القدم.إي يو (الإنجليزية)